# 오부호보역
오부호보역(러시아어: Обухово)은 러시아 상트페테르부르크 시에 있는 상트페테르부르크 지하철 넵스코 바실레오스트롭스카야 선의 역이다. 1981년 7월 10일에 개통되었다. 역명은 1901년 반란을 일으켰던 인근 공장의 이름을 따서 지어졌다.